# ロングホープ・フィリア
「ロングホープ・フィリア」は、日本の歌手・菅田将暉の楽曲。4作目のシングルとして2018年8月1日にエピックレコードジャパンより発売された。

## 背景
表題曲はアニメ映画『僕のヒーローアカデミア THE MOVIE 〜2人の英雄〜』の主題歌として書き下ろされた。また、同曲をアレンジした別バージョンである「ロングホープ・フィリア(TV Limited)」がテレビアニメ『僕のヒーローアカデミア』のエンディングテーマとしても起用された。
作詞・作曲はamazarashiの秋田ひろむが担当。タイトルの「フィリア」とはギリシャ語で親愛なる人への愛情や友愛を表す言葉。秋田は、「オールマイトの視点に近い歌詞」を書いたと言う。菅田自身は、少年漫画の醍醐味が詰まった楽曲と評し、末永い希望という単語に勇気づけられると話している。
カップリングの「ソフトビニールフィギア」は菅田自身が作詞作曲を務め、作曲はバックバンドのKNEEKIDSと共作をしている。表題曲のタイアップに合わせて自分の中のヒーロー像を考えたときに、ソフトビニールの人形で遊んでいた子供時代を思い出し、それをイメージしながら制作された。

## ミュージック・ビデオ
2018年7月23日にYouTubeに公開された。ディレクターは谷山剛。レーザー機器で錆を落とし、歌詞を浮き上がらせるリバースグラフィティーの手法が用いられている。
また、7月27日には映画の映像を用いた「ロングホープ・ムービー」が公開された。

## 収録曲と規格
| #         | タイトル                                 | 作詞       | 作曲               | 編曲      | 時間  |
| --------- | ---------------------------------------- | ---------- | ------------------ | --------- | ----- |
| 1.        | 「ロングホープ・フィリア」               | 秋田ひろむ | 秋田ひろむ         | 出羽良彰  | 4:56  |
| 2.        | 「ソフトビニールフィギア」               | 菅田将暉   | 菅田将暉、KNEEKIDS | 川口圭太  | 4:14  |
| 3.        | 「ロングホープ・フィリア」(Instrumental) |            | 秋田ひろむ         | 出羽良彰  | 4:55  |
| 合計時間: | 合計時間:                                | 合計時間:  | 合計時間:          | 合計時間: | 14:05 |

| #         | タイトル                                 | 作詞       | 作曲               | 編曲      | 時間  |
| --------- | ---------------------------------------- | ---------- | ------------------ | --------- | ----- |
| 1.        | 「ロングホープ・フィリア」               | 秋田ひろむ | 秋田ひろむ         | 出羽良彰  | 4:56  |
| 2.        | 「ソフトビニールフィギア」               | 菅田将暉   | 菅田将暉、KNEEKIDS | 川口圭太  | 4:14  |
| 3.        | 「ロングホープ・フィリア」(TV Limited)   | 秋田ひろむ | 秋田ひろむ         | 川口圭太  | 1:34  |
| 4.        | 「ロングホープ・フィリア」(Instrumental) |            | 秋田ひろむ         | 出羽良彰  | 4:55  |
| 合計時間: | 合計時間:                                | 合計時間:  | 合計時間:          | 合計時間: | 15:39 |

| 『菅田将暉 Premium 1st TOUR 2018』02.23 渋谷WWW X /Song Selection |                              |      |            |
| #                                                                 | タイトル                     | 作詞 | 作曲・編曲 |
| 1.                                                                | 「さよならエレジー」         |      |            |
| 2.                                                                | 「ばかになっちゃったのかな」 |      |            |
| 3.                                                                | 「今夜」                     |      |            |
| 4.                                                                | 「いいんだよ、きっと」       |      |            |
| 5.                                                                | 「台詞」                     |      |            |
| 6.                                                                | 「風になってゆく」           |      |            |
| 7.                                                                | 「見たこともない景色」       |      |            |
| 8.                                                                | 「ゆらゆら」                 |      |            |

## チャート一覧
| チャート（2018年）            | 最高 順位 |
| ----------------------------- | --------- |
| Billboard Japan Hot 100       | 11位      |
| Billboard Japan Hot Animation | 3位       |
| オリコン週間                  | 12位      |